# Зографу (Ситонија)
Зографу (грч. Ζωγράφου) је приморско насељено место у општини Ситонија у периферији Средишња Македонија, Грчка. Према попису из 2021. године био је 1 становник.
Насеље је било метох светогорског манастира Зограф и од 1991. године се води као посебно насеље са три становника.